# Juan de la Calle
Fray Juan de la Calle (Mues, 15 de junio de 1654 - ¿El Escorial?, 24 de febrero de 1730) fue un bajonista,  compositor y maestro de capilla español.

## Vida
Juan de la Calle nació en Mues, en Navarra, hijo de Gerónimo de la Calle y Josefa López Rico. Su padre murió al poco de cumplir dos años, por lo que se trasladó con su madre a Viana. Se confirmó en Viana el 15 de noviembre de 1658 con el nombre de «Juan de la Calle». En 1668 era bajonista en la iglesia de Santa María de Viana con un salario de 75 ducados.
Con dieciséis años, el 7 de noviembre de 1670, fue recibido como bajón en la Catedral de Burgos, procedente de la Catedral de Santo Domingo de la Calzada. El cabildo burgalés aceptó su petición y de la Calle pasó a formar parte del colegio de los mozos de coro, con un salario de 2000 maravedís al año, además de la mitad del salario de un ministril normal. Inmediatamente después de ingresar en Burgos solicitó alguna ayuda por su necesidad y el cabildo, «en consideración de las esperanzas que las buenas partes de este músico prometen», decidió aumentarle el salario a 40 ducados anuales.
Al año siguiente ya se encontraba en el monasterio de San Juan de Ortega, donde profesó en la orden de San Jerónimo el 17 de marzo de 1672. En la Catedral de Burgos y en San Juan de Ortega Juan de la Calle había conseguido alguna fama y era celebrado por su habilidad con los instrumentos de viento, sobre todo el bajón, el bajoncillo y la chirimía.
La fama de Juan de la Calle llegó a oídos del rey Carlos II, que le mandó trasladarse al Real Monasterio de San Lorenzo de El Escorial. En El Escorial, el 31 de mayo de 1676, realizó una segunda profesión. Allí realizó diversos trabajos, además del de bajonista, que ya le acompañaría hasta sus últimos días, entre los que se cuentan cocinero, enfermero, hortelano, sacristán, maestro de capilla, frutero y panadero, además de otros trabajos administrativos.
De su creciente fama es testigo la pensión anual concedida por el rey en 1679 o 1680, «por su habilidad singular y destreza grande en tocar instrumentos músicos de boca». En la capilla de música también ejerció como corrector mayor de canto y maestro de capilla. Fue alumno suyo el bajonista fray Juan de San Agustín.
Falleció el 24 de febrero de 1730, probablemente en San Lorenzo de El Escorial.

Profesó en S. Juan de Ortega, y siendo recién profeso (por su excelente havilidad de bajonista) fue traído a este Real Monasterio donde vivió el resto de su vida larga. Tubo los empleos de cocinero, enfermero, que hizo grandemente, hortelano, sacristán de la Rexa, Corector Mayor, Maestro de Capilla, frutero, Procurador Maior, Administrador de Castiblanco y Panadero. Fue primoroso Vajonista y lo tocó asta que murió. Vivió los 59 años de Religión mui conforme a nuestras leyes y constituciones. Requiescat in pace.
Memorias sepulcrales del Real Monasterio de San Lorenzo de El Escorial

## Obra
No se conocen composiciones del Maestro Juan de la Calle.